# USS Republic (AP-33)

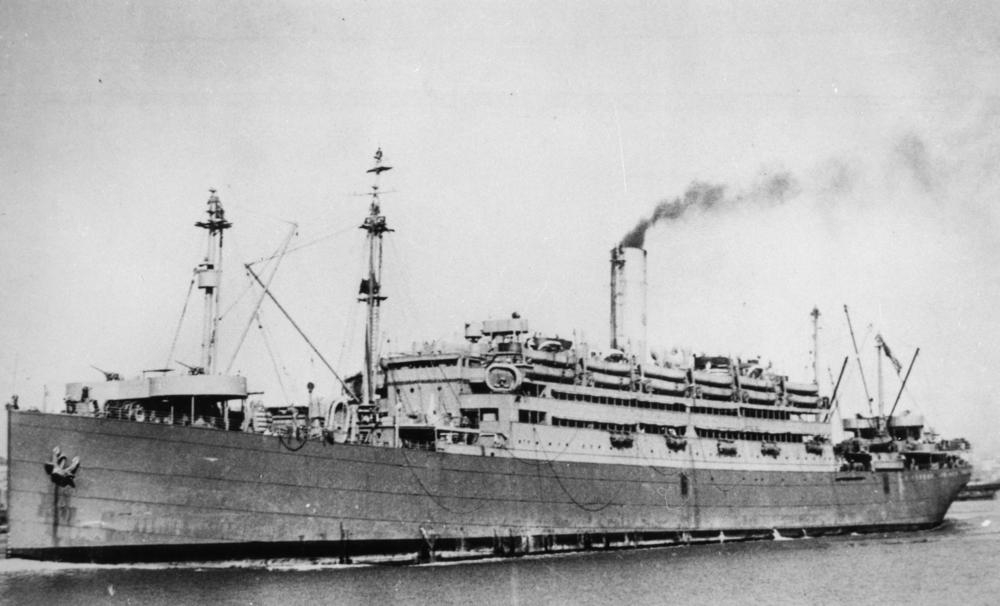
El Republic, fotografiado en 1941.

El USS Republic (AP-33) fue un barco de transporte de tropas que sirvió en la Marina de los Estados Unidos durante la Segunda Guerra Mundial. En la Primera Guerra Mundial sirvió para la Marina bajo el nombre de USS President Grant (ID-3014) antes de ser devuelto al Ejército y rebautizado como Republic. El barco fue rebautizado como President Buchanan en 1921 antes de ser revertido a Republic en 1924.
Originalmente bautizado como SS Servian,  fue construido en 1903 por los astilleros de Harland y Wolff, Ltd. en Belfast para la Green Star Line una filial de la Internacional Mercantile Marine Co. encabezada por el magnate J. P. Morgan. Después de que los planes para dar servicio en el Atlántico norte se vinieran abajo, el buque pasó cuatro años anclado en el canal Musgrave, en Belfast.
Después de ser adquirido por la naviera alemana Hamburg America Line (HAPAG) en 1907, fue rebautizado como SS President Grant, el tercer barco bautizado en honor de Ulysses S. Grant. En agosto de 1914, tras siete años como transatlántico dando servicio de transporte de pasajeros, se refugió en la ciudad de Nueva York al estallar la Primera Guerra Mundial, dado que los buques alemanes no estaban seguros en alta mar. Fue internado en Hoboken (Nueva Jersey), y permaneció inactivo durante casi tres años, hasta que los Estados Unidos entraron en la guerra en abril de 1917. El barco fue incautado por Estados Unidos cuando declaró oficialmente la guerra a Alemania.